# Carlos Panaro
Carlos Panaro (ur. 2 maja 1977) – kanadyjski zapaśnik. Brązowy medal na mistrzostwach panamerykańskich w 2001. Piąty na igrzyskach panamerykańskich w 1999 roku. Zawodnik Uniwersytetu Alberty. Występował także jako futbolista. Grał w Saskatchewan Roughriders i Edmonton Eskimos.